# PKP řada Tr5

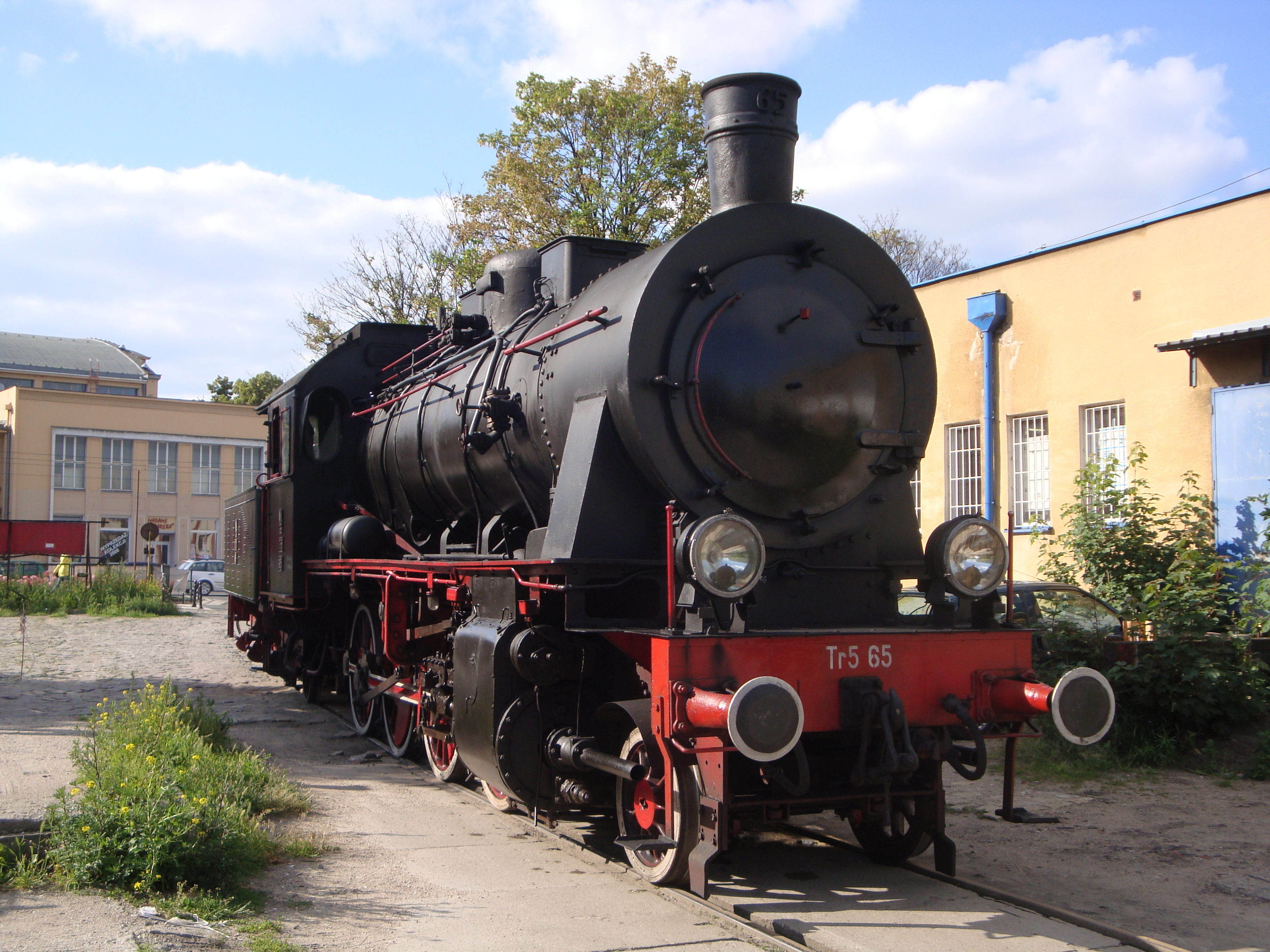
Lokomotiva Tr5

Tr5 je polská parní lokomotiva, vyráběná v letech 1913 až 1921 v továrně Linke-Hofmann v Breslau. Lokomotivy tohoto typu byly používány především k přepravě zboží při výrobě a zpracování uhlí. Bylo vyrobeno asi 691 kusů.